# Bacsa Gergely
Bacsa Gergely (Salgótarján, 1975. május 2. – ) magyar grafikusművész, karikaturista. Szignója: Bacsa

## Életpálya
1993-ban érettségizett az akkor még Stromfeld Aurél Általános Gépipari Technikum (ma: Salgótarjáni Szakképzési Centrum Stromfeld Aurél Szakgimnáziuma és Szakközépiskola) néven hívott szakközépiskolában. Felsőoktatásban Juhász Gyula Tanárképző Főiskola szlovák-történelem szakos hallgatója volt, két szemesztert pedig Pozsoban és Nyitrán is tanult 1993-1995 között. A felsőoktatási tanulmányait nem fejezte be, ezután egy biztonsági cégnél kezdett dolgozni 1995-től, és 1999-ben lett szolgálatvezető. 1999-ben kezdett el komolyabban foglalkozni rajzolással és autodidakta módon sajátította el a rajzolási technikákat.
A 2000-es évek elején a Móricka, a Kis Malac, a Morbid és a No Komplett című humorlapokban mutatkozott be először. A képeivel többek között meghódította a Pistike, a Vicc Özön, az Undor Grund, a Tuti Vicc, a Pató Pál, a Tüske, a Füles és a Poénvadászat elnevezésű szórakoztató lapok, valamint rejtvényújságok hasábjait is. A Füles rejtvénymagazinnak két éven át tervezte a címoldalát. Ezért a lap főszerkesztője 2008-ban az Aranyceruza-díjjal jutalmazta meg a munkásságát.
Alkotott Szalay Krisztián által írt és szerkesztett tankönyvekbe és munkafüzetbe is. A tankönyv képeinek megalkotásában több magyarországi karikaturista és grafikus is résztvett. A könyvek és munkafüzeteinek címe: Deutsch mit Comics 1. (2013) és Deutsch mit Comics 2. (2014).
A rajzolás mellett éttermek faldekorációi (2016-2017) is dicsérik kezeinek munkáját, sőt a karancsaljai Kaszás testvérek kézműves sörének címkéjét is tervezte. Jelenleg a portrékarikatúrák készítése tölti ki a napjait, de már képregények rajzolásában is kipróbálta magát.

Bacsa Gergely munkája mellett kezdetben vonalas „bonyolult” karikatúrákat rajzolt. Mára stílusa lényegre törőbb, egyszerűbb és kifejezőbb lett. A publikálás mellett fontos számára a külföldi, nemzetközi megmérettetés. (Gyöngy, 2008) A publikálás mellett több hazai és külföldi megmérettetésen és fesztiválon is szerepeltek különféle témájú alkotásai, amelyek mindenekelőtt eljutottak a világ több pontjára: Argentína, Azerbajdzsán, Belgium, Bulgária, Csehország, Észak-Macedónia, Franciaország, Görögország, Horvátország, India, Irán, Izrael, Japán, Kína, Lengyelország, Luxemburg, Németország, Olaszország, Oroszország, Portugália, Spanyolország, Svájc, Szerbia, Szlovákia, Törökország. 
"Elégedetten gondolok vissza a pécsi PannonPower karikatúrapályázatára benyújtott művemre, amelyen 60 ország 252 pályázójának 662 karikatúrájából az én rajzom nyerte el a fődíjat. A legbüszkébb azonban egy szerbiai második helyezésre vagyok, amikor is egy szerencsejátékról szóló témájú alkotásommal a lengyel példaképem, Paweł Kuczyński mögött végeztem." 

## Díjai, elismerések
- Humour & Vigne – Franciaország (2004) – Diploma[6]
- A.L.E.X. – Szlovákia (2004) – 1. hely[7]
- Ucge – Törökország (2006) – Elismerődíj
- Golden Helmet – Szerbia (2006) – 2. hely[8]
- FÜLES – Budapest, Magyarország (2008) – Aranycseruza-díj[2]
- Filakovsky korbác – Fülek, Szlovákia (2010) – Aranykorbács díj
- Ez Van – Szazhalombatta, Magyarország (2010) – 1. hely[9][10]
- Érd – Magyarország (2012) – Elismerődíj
- Pannonpower – Pécs, Magyarország (2015) – 1. hely[11][12][13]
- 20th Mercosur International Cartoon Contest Diógenes Taborda – Argentína (2015) – Különdíj[14][15]
- Csokonai-karikatúra rajzoló verseny – Debrecen, Magyarország (2016) – 2. hely
- 14th International Contest of Caricature & Cartoon of Vianden – Vianden, Luxemburg (2021) – Elismerődíj[16]
- 44. Kremnické Gagy – Körmöcbánya, Szlovákia (2024) – Golden Gander[17]
- International Cartoon and Illustration Exhibition on a Community with a Shared Future for Mankind – Kína (2024) – Díj a finalistáknak[18]
- 14th International Cartoon Contest, Frašatcký tŕň – Hlohovec, Szlovákia (2024) – Díszoklevél, különdj[19]
- International Festival Of Humor and Satire In “VINICA VERITASO” – Észak-Macedonia (2024) – 3. hely[20]
- 11th Jiaxing Cartoon Biennial in China – Kína (2024)  – Kiválasztott pályamunka[21]
- 20th International Humor Salon of Limeria – Limeria, Brazília (2024) – 1. hely[22]
- 16th International Cartoon Exhibition, Oscarfest – Horvátország (2024) – 1. hely[23]

## Publikációinak helye
- Kis Malac (1999-2004) (2012)
- Móricka (1999-2004) (2012)
- No komplett (1999-2001)
- Morbid
- Pistike (1999-2005)
- Viccözön (1999-2005)
- Viccmix (1999-2005)
- Tuti vicc (2000-2001)
- Undor Grund
- Vom-x (2001-2003)
- Kutyahús (2001-2003)
- Pató Pál (2001-2003)
- Tüske (2003-2004)
- Füles (2004-)
- Poénvadászat (2004-)
- Reader’s Digest (2007-2009)
- Nők Lapja (2008)
- Kedvenc (2009-)
- Puncs (2009-)
- Deutsch mit Comics 1. (2013)
- Deutsch mit Comics 2. (2014)
- Ľudové noviny (2015-)